# 京三製作所
株式会社京三製作所（きょうさんせいさくしょ、英: Kyosan Electric Manufacturing Co.,Ltd.）は、神奈川県横浜市鶴見区に本社を置く電気機器メーカー。交通信号機をはじめとする交通インフラ設備を製作している。

## 概説
国内に13の事業所を持つほか、国内外に10のグループ企業を抱える。
交通信号機（現在は信号電材からのODM）、鉄道信号システムを中心として多数の製品を世界各地に納入してきた。2017年9月に創立100周年を迎えた。
加盟団体
- 一般社団法人信号工業協会
- 一般社団法人日本鉄道車輌工業会[2]
- 日本鉄道システム輸出組合（JORSA）[3]

## 歴史
1917年（大正6年）、芝浦製作所の技術者であった小早川常雄が東京府東京市神田区淡路町（後の東京都千代田区神田淡路町）に「東京電機工業株式会社」として創立し、医療用電気機器、電気機械器具等の製作販売を開始。その後、本社所在地が京橋三十間堀だったことから「株式会社京三製作所」と改名した。
1931年（昭和6年）には豊田喜一郎（のちのトヨタ自動車工業社長）らとともに京豊自動車工業を設立し、に小型4輪トラック京三号を開発した。

## 京三製作所が「国内初」と紹介している製品
出典：『100年の歩み』
- 1920年 - 継電器
- 1921年
  - 電気式鉄道信号装置
  - インピーダンスボンド
- 1923年 - 電気機械式連動機
- 1925年 - 踏切警報機
- 1931年 - 亜酸化銅整流器
- 1936年 - CTC装置
- 1950年 - セレン整流器
- 1958年 - シリコン整流器
- 1964年 - 自動感応系統式交通信号機
- 1981年 - 中量輸送新交通システム用信号保安設備（世界初）(神戸新交通ポートライナー）
- 1984年 - 電子連動装置(東急田園都市線中央林間駅)
- 1986年 - 交通管制用LED式情報板
- 1988年 - 法律上の鉄道としての常電導磁気浮上式HSST制御装置（横浜博覧会）
- 1998年 - 線区集中電子連動装置（井原鉄道）
- 2003年 - 枕木一体型電気転轍機（世界初）
- 2004年 - ホームドア付属用可動ステップ（世界初）
- 2005年 - 磁気浮上式新交通システムの信号設備（HSST実用化）（愛知高速交通東部丘陵線）[5]
- 2011年 - D級 40.68MHz RFジェネレータ（世界初）
- 2013年 - 三相三線式瞬停補償装置（三相不平衡対応）（世界初）
- 2014年 - 第二世代D級RF電源（世界最小高効率大容量アンプ搭載）（世界初）

## グループ企業
- “事業所・グループ企業”.   株式会社京三製作所. 2017年9月8日閲覧。

### グループ企業
- 京三エレコス株式会社 - 鉄道・道路その他交通設備等の設計施工他　〒144-0045 東京都大田区南六郷2-36-20
- 京三パワーサプライ株式会社 - 電源機器の設計、製造及び販売　〒573-0102 大阪府枚方市長尾家具町2-12-8
- 京三精機株式会社　交通信号装置・鉄道信号機器・電力変換装置等の製造、販売　〒230-0031 横浜市鶴見区平安町2-29
- 京三興業株式会社 - OA機器・用品、オフィス家具の販売　〒230-0031 横浜市鶴見区平安町2-29
- 台湾京三股份有限公司 - 信号用継電器の製造輸出　台中市潭子区台中加工出口区建国路3-1号
- Kyosan India Private Limited　信号保安装置の販売　6th Floor, Eros Corporate Tower　Nehru Place, New Delhi-110 019, INDIA
- Kyosan USA Inc.　半導体応用機器の販売  2151 O’Toole Avenue, Suite 40, San Jose, California 95131　USA
- Kyosan Europe Sp. z o.o.  信号保安装置に関する市場開拓  8 Kruczkowskiego Street, 7th floor, Warsaw 00-380, Poland
- 京上貿易（上海）有限公司  産業機器用電源装置の販売ほか  上海市宝山城市工業園区城銀路51号
- アクテス京三株式会社  電子機器の製造  〒243-0812 神奈川県厚木市妻田北3-15-38
- TVM Signalling and Transportation Systems Private Limited  信号保安装置の設計施工・委託加工  No. 610, Narayana, 1st Floor, 15th Cross, 6th Phase,100feet Road, J.P. Nagar,Bangalore-560078, Karnataka, INDIA

## 提供番組
- 高校野球ニュース（tvk） - 毎年7月の全国高等学校野球選手権神奈川大会のダイジェスト。